# V566 Андромеды
V566 Андромеды (лат. V566 Andromedae) — двойная затменная переменная звезда типа W Большой Медведицы (EW) в созвездии Андромеды на расстоянии приблизительно 789 световых лет (около 242 парсеков) от Солнца. Видимая звёздная величина звезды — от +11,3m до +10,85m. Орбитальный период — около 0,3897 суток (9,3528 часов).

## Характеристики
Первый компонент — жёлтая звезда спектрального класса G. Радиус — около 1,82 солнечного, светимость — около 2,055 солнечных. Эффективная температура — около 5129 K.
Второй компонент — жёлтая звезда спектрального класса G.